# نفق دجلة
ما يسمى بنفق دجلة هو كهف يقع على بعد 50 ميلاً شمال ديار بكر في تركيا. يبلغ طوله حوالي 750 متر (2,461 قدم). يتدفق نفق دجلة عبر هذا الكهف. إنه يشكل مصدرًا لنهر دجلة، لكنه ليس المصدر الرئيسي، على الرغم من أنه كان يُعتقد منذ فترة طويلة أن هذا هو المخرج. في الواقع، يقع النبع بالقرب من بينجول وليس بعيدًا عن نفق دجلة. يوجد في المنطقة المجاورة العديد من المعالم الأثرية، وثلاثة من الإمبراطورية الآشورية ونقوش صخرية آشورية جديدة وخمسة نقوش.

أفضل ما تم الحفاظ عليه هو النقوش الصخرية لتيغلاث بلصر الأول وشلمنصر الثالث المنحوتة في جدار نفق دجلة. يظهر إنتاجها في عام 852 قبل الميلاد في نقوش شرائط الأبواب البرونزية لبلاوات غيتس، الموجودة الآن في المتحف البريطاني . يوجد فوق النفق قوس صخري طبيعي متصل بالنفق بواسطة درج أنشأه Urartians. يوجد فوق مخرج النفق كهوف أخرى. أكبرها يحمل نقشًا محفوظًا بشكل سيئ لشلمنصر الثالث.

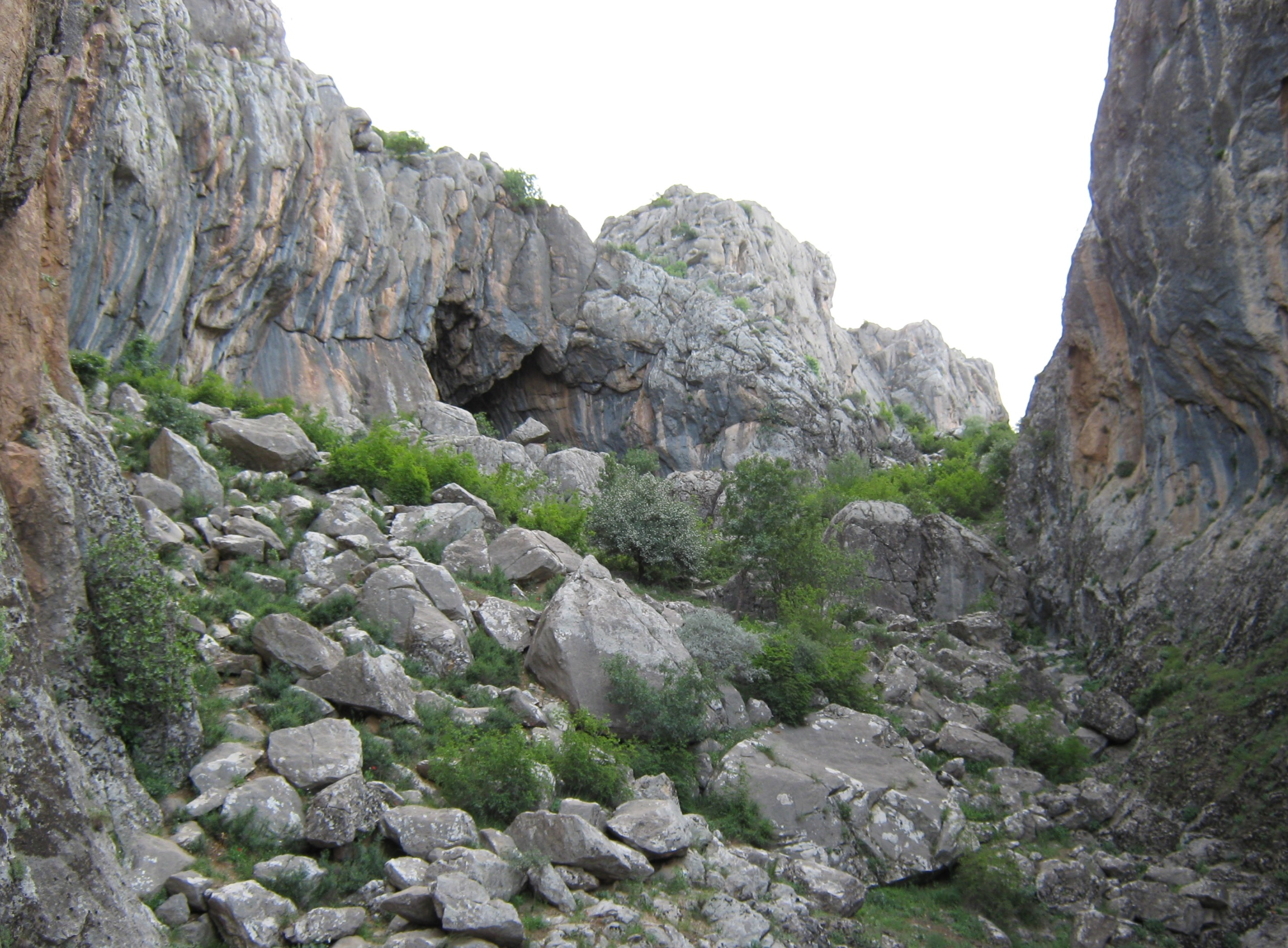
الكهف فوق مخرج النفق
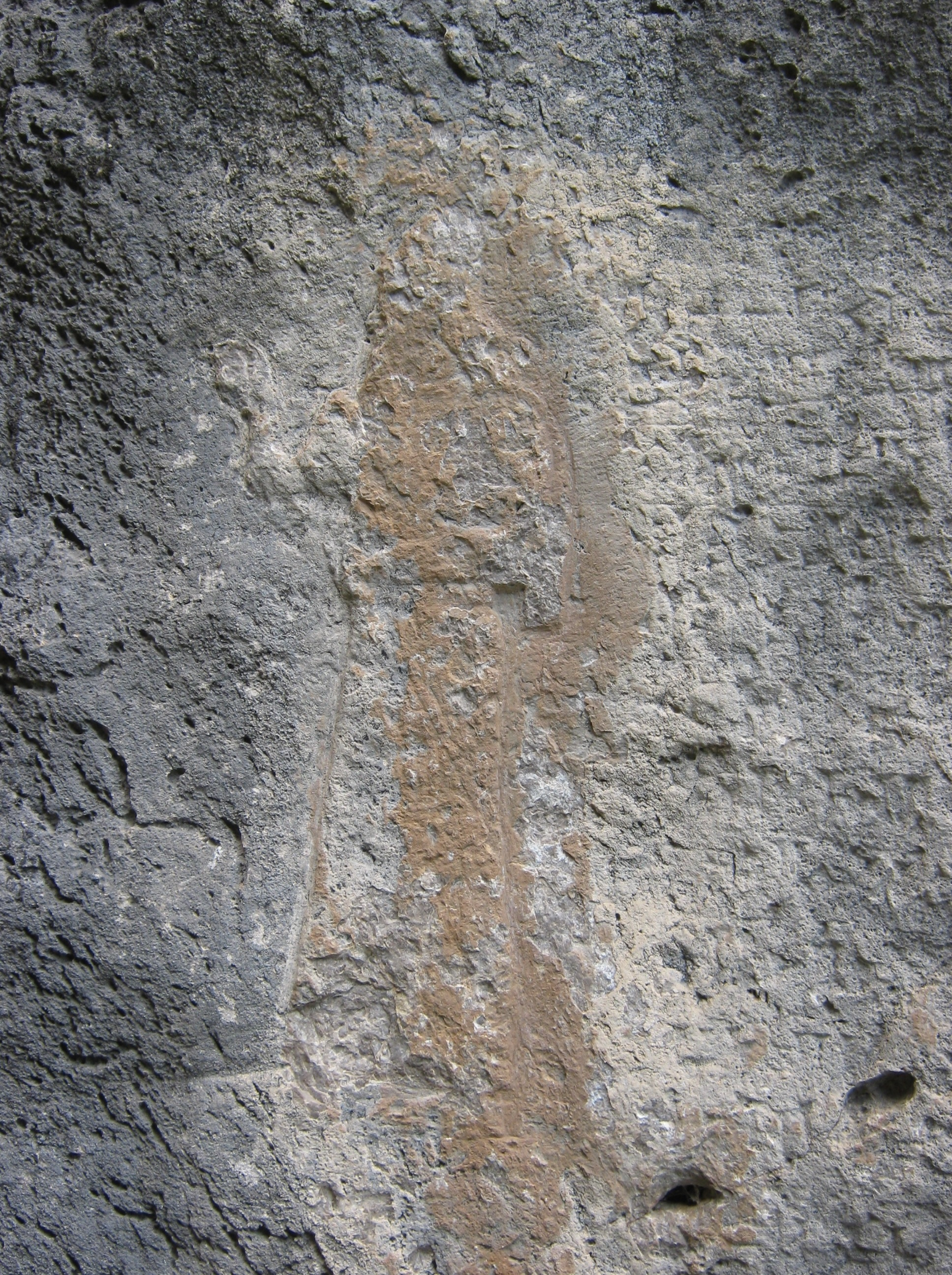
إغاثة شلمنصر الثالث

## روابط خارجية
- موقع جامعة ميونيخ على شبكة الإنترنت حول Tigristunnel